# Cervione
Cervione (Corsicaans: Cervioni) is een gemeente in het Franse departement Haute-Corse (regio Corsica). De plaats maakt deel uit van het arrondissement Corte. Cervione telde op 1 januari 2022 2.161 inwoners.

## Geografie
De oppervlakte van Cervione bedroeg op 1 januari 2022 11,45 vierkante kilometer; de bevolkingsdichtheid was toen 188,7 inwoners per km².
De onderstaande kaart toont de ligging van Cervione met de belangrijkste infrastructuur en aangrenzende gemeenten.

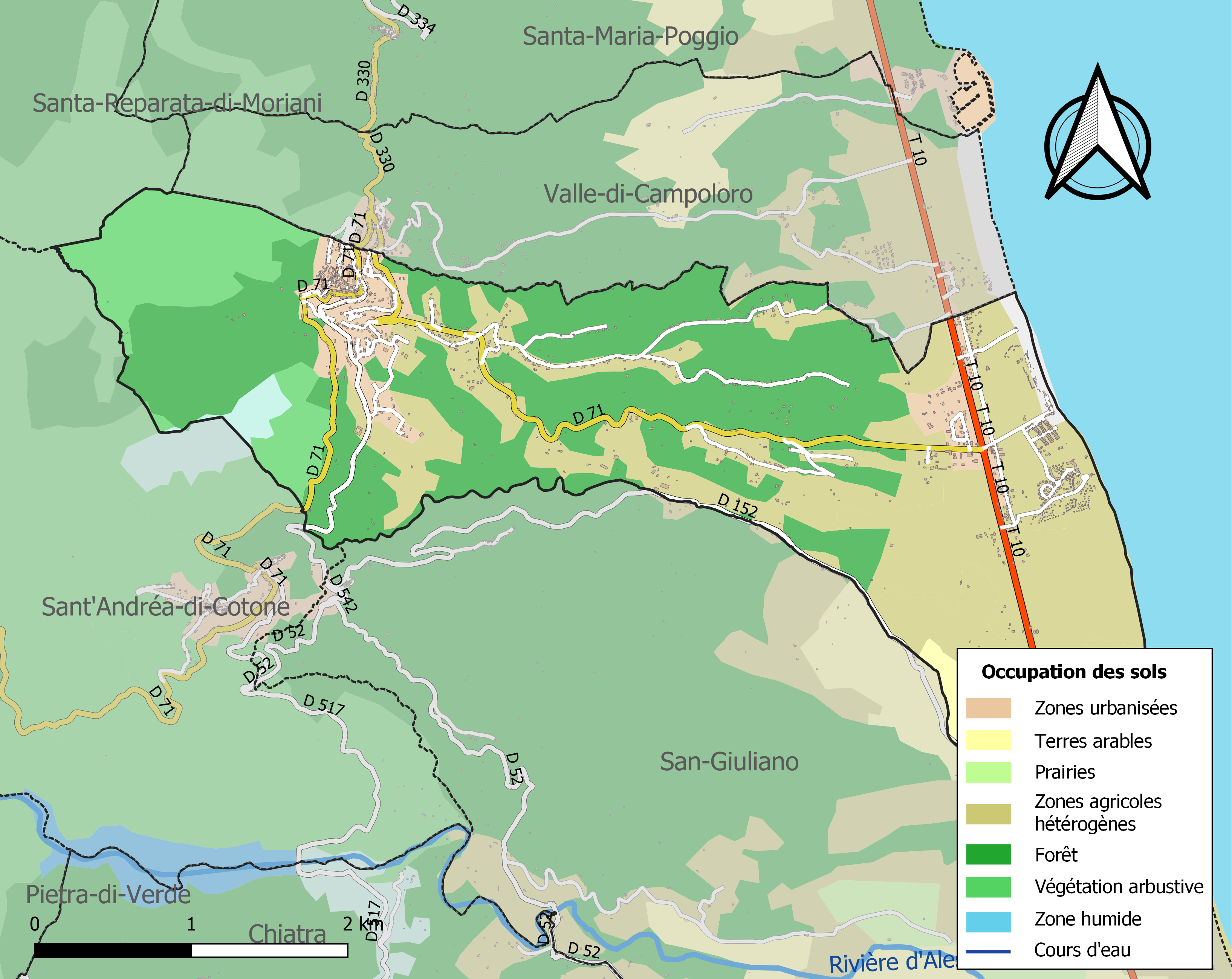

## Demografie
Onderstaande figuur toont het verloop van het inwonertal (bron: INSEE-tellingen).

Vanwege een beveiligingsprobleem met de MediaWiki Graph-software is het momenteel niet mogelijk deze grafiek weer te geven. Zodra de software is bijgewerkt zal de grafiek vanzelf weer zichtbaar worden.